# Ovidia
Ovidia is een geslacht van vliesvleugeligen uit de familie Torymidae. De wetenschappelijke naam van dit geslacht is voor het eerst geldig gepubliceerd in 1924 door Girault.

## Soorten
Het geslacht Ovidia is monotypisch en omvat slechts de volgende soort:
- Ovidia conicicollis Girault, 1924